# Heinrich Braun
Heinrich Braun (Rawitsch, 1º gennaio 1862 – Überlingen, 26 aprile 1934) è stato un chirurgo tedesco.

## Biografia
Braun frequentò la Kreuzschule e il Vitzhumsches Gymnasium di Dresda, completando la sua maturità nel 1881. Studiò medicina nelle università di Strasburgo, Greifswald e Lipsia, conseguendo il dottorato nel 1887. Dal 1891 al 1905 lavorò in vari ospedali a Lipsia, diventando professore associato presso l'Università di Lipsia nel 1905. L'anno seguente fu nominato capo chirurgo e direttore medico dell'Ospedale sassone reale di Zwickau, posizione che mantenne fino alla sua pensione avvenuta nel 1923.
Nel 1901 ideò un apparecchio per l'anestesia a gas misto. Nel 1905 introdusse la procaina nella medicina clinica, un anestetico che fu precedentemente sintetizzato da Alfred Einhorn (1856-1917).